# Police-secours
Pour plus de détails, voir Fiche technique et Distribution.
Police-secours (Emergency Squad) est un film américain en noir et blanc réalisé par Edward Dmytryk, sorti en 1940.

## Synopsis
Un journaliste va s'en prendre des entrepreneurs de construction et à la pègre... 

## Fiche technique
- Titre : Emergency Squad
- Titre français : Police-secours
- Réalisation : Edward Dmytryk
- Scénario : Robert Musil, Michael Raymond, Garnett Weston, Stuart Palmer
- Direction artistique : Hans Dreier et Franz Bachelin
- Producteur : William LeBaron, Stuart Walker
- Photographie : Stuart Thompson
- Musique : John Leipold, Leo Shuken
- Montage : Everett Douglas
- Société de production : Paramount Pictures
- Société de distribution : Paramount Pictures
- Pays d'origine : États-Unis
- Format : Noir et blanc - 1,37:1 - son : Mono (Western Electric Mirrophonic Recording)
- Genre : Action, Film policier
- Durée : 58 min
- Dates de sortie : 
  - États-Unis : 5 janvier 1940
  - France : 23 mai 1941

## Distribution
- William Henry : Peter Barton
- Louise Campbell : Betty Bryant
- Richard Denning : Dan Barton
- Robert Paige : Chester 'Chesty' Miller
- Anthony Quinn : Nick Buller
- John Miljan : Slade Wiley
- John Marston : Lt. Murdock
- Joseph Crehan : H. Tyler Joyce, editor